# Батај
Батај (фр. Bataille) насеље је и општина у западној Француској у региону Поату-Шарант, у департману Де Севр која припада префектури Ниор.
По подацима из 2011. године у општини је живело 75 становника, а густина насељености је износила 11,94 становника/km². Општина се простире на површини од 6,28 km². Налази се на средњој надморској висини од 120 метара (максималној 159 m, а минималној 77 m).

## Демографија
| 1962. | 1968. | 1975. | 1982. | 1990. | 1999. | 2011. |
| ----- | ----- | ----- | ----- | ----- | ----- | ----- |
| 109   | 116   | 106   | 86    | 93    | 96    | 75    |

График промене броја становника у току последњих година